# Best Mistake
Best Mistake è un brano musicale della cantante Ariana Grande, utilizzato come singolo promozionale per il suo secondo album di inediti, My Everything. Il brano include generi come il pop, ed è cantato insieme al rapper, nonché suo ex fidanzato, Big Sean. Scritto da Blu June, Ariana Grande, Big Sean e DJ Tremenduz, che ha prodotto la canzone. Il brano presenta una ballad del pianoforte, corda e da una strumentazione che si occupa liricamente con una coppia cercando di decidere su quale sia il loro futuro e il loro rapporto.

## Descrizione
Il singolo ha ottenuto critiche positive, che hanno elogiato la produzione della canzone e il talento della cantante. La canzone ha raggiunto il 49º posto nella Billboard Hot 100 e tra i primi 50 in altre classifiche come in Nord America, Europa e Oceania. Nella classifica della Digital Songs ha debuttato al 6º posto, facendo di Grande la prima cantante dopo Michael Jackson e anche la prima artista femminile ad avere tre canzoni nella top ten in quella classifica nella stessa settimana, con altre due singoli in cui partecipa come Bang Bang (con Jessie J e Nicki Minaj) e Break Free (con Zedd). 
Ariana Grande e Big Sean hanno esibito la canzone agli "iHeartRadio Theatre" a Los Angeles.

## Tracce
Testi e musiche di Ariana Grande, Sean Anderson e Key Wane.
1. Best Mistake (feat. Big Sean) – 3:53

## Classifiche

### Classifiche settimanali
| Classifica (2014-15) | Posizione massima |
| -------------------- | ----------------- |
| Australia            | 14                |
| Belgio (Fiandre)     | 49                |
| Canada               | 39                |
| Corea del Sud        | 3                 |
| Danimarca            | 29                |
| Repubblica Ceca      | 46                |

### Classifiche annuali
| Classifica (2015) | Posizione |
| ----------------- | --------- |
| Corea del Sud     | 13        |
| Classifica (2016) | Posizione |
| Corea del Sud     | 17        |
| Classifica (2017) | Posizione |
| Corea del Sud     | 46        |